# Euzois
Euzois (en grec antic: Εὐζώιος) mort l'any 154, va ser bisbe de Bizanci sis anys, del 148 al 154.
Va succeir al bisbe Atenodor. Va ser testimoni de la persecució dels cristians per part de l'emperador Antoní Pius. El va succeir Llorenç I.